# Kandel (Pfalz)
Kandel (Pfalz) este un oraș din landul Renania-Palatinat, Germania. Orașul are o populație de 8427 de locuitori (31 decembrie 2010). Suprafața ocupată de oraș este de 26,64 km².

## Personalități născute aici
- Pascal Ackermann (n. 1994), ciclist.